# Dean Cochran
Dean Wynne Cochran (New Orleans, 18 maart 1969) is een Amerikaans acteur.

## Biografie
Cochran heeft gestudeerd aan de Tulane University in zijn geboorteplaats New Orleans en heeft daar zijn diploma gehaald in theater. Hierna verhuisde Cochran naar Los Angeles. Cochran is begonnen met acteren met een optreden in een videoclip van Céline Dion met het nummer (If There Was) Any Other Way. Hierna ging hij acteren in het theater met toneelstukken van William Shakespeare zoals Hamlet, Macbeth (als MacDuff), Henry V en The Two Gentlemen of Verona. Hiernaast speelde hij ook in toneelstukken als Burn This (als Burton), Cat on a Hot Tin Roof (als Brick) en A Streetcar Named Desire (als Stanley).
Cochran begon in 1989 met acteren voor televisie in de film The Outside Woman. Hierna heeft hij nog meerdere rollen gespeeld in films en televisieseries zoals Batman & Robin (1997), Phone Booth (2002), Just My Luck (2006) en The Bold and the Beautiful (2007–2009).
Cochran is in 1999 getrouwd met de voormalig Miss Teen USA Brandi Sherwood. Cochran is houder van de zwarte band in de sporten Kungfu en American Kenpo. Nu is hij de woordvoerder van D.A.R.E., een organisatie die zich inzet tegen drugs en drank, zelf heeft hij nog nooit gedronken, gerookt en drugs gebruikt en is dit ook niet van plan.

## Filmografie

### Films
Uitgezonderd korte films.
- 2018 Trial by Fire - als beveiliger in woontoren
- 2010 Acts of Violence - als instructeur
- 2008 Meet the Spartans - als Rocky Balboa / Rambo
- 2006 Cats on a Plane - als Tom
- 2006 Protected! - als Chris Murray
- 2006 Just My Luck - als kussende bruidegom
- 2005 The Cutter - als Eddie
- 2005 Target of Opportunity - als Jim Jacobs
- 2003 Shark Zone - als Jimmy Wagner
- 2003 Air Marshal - als Brett Prescott
- 2002 Phone Booth - als verslaggever
- 2002 Until Morning - als Mason
- 2001 The Cheater - als Todd
- 2001 The Woman Every Man Wants - als Mannelijke Humanoid
- 1997 Batman & Robin - als lid van motorclub
- 1995 A Dangerous Place - als Greg
- 1994 Blue Sky - als soldaat in het vliegtuig
- 1992 Amityville 1992: It's About Time - als Andy
- 1991 The Gambler Returns: The Luck of the Draw - als pers
- 1991 This Gun for Hire - als Larry
- 1989 False Witness - als student
- 1989 The Outside Woman - als curator

### Televisieseries
Uitgezonderd eenmalige gastrollen.
- 2007-2009 The Bold and the Beautiful – als rechercheur Troy Scott - 12 afl.